# Las Winiarski
Las Winiarski – wieś w Polsce, położona w województwie świętokrzyskim, w powiecie buskim, w gminie Busko-Zdrój.
W latach 1975–1998 miejscowość administracyjnie należała do województwa kieleckiego.
Przez wieś przechodzi  niebieski szlak turystyczny z Pińczowa do Wiślicy.

## Integralne części wsi
| SIMC    | Nazwa     | Rodzaj    |
| ------- | --------- | --------- |
| 0232160 | Kopałówka | część wsi |
| 0232176 | Posada    | część wsi |
| 0232182 | Smug      | część wsi |

## Uzdrowiskowy Zakład Górniczy
W dniu 30 maja 2009 r. przekazano do eksploatacji Uzdrowiskowy Zakład Górniczy – Kopalnię „Las Winiarski”. Ujęciu wód leczniczych nadano uroczyście imię „Zuzanna” .
Odwiert „Las Winiarski I” znajduje się w miejscowości Las Winiarski – ok. 8 km na północny zachód od dzielnicy uzdrowiskowej Buska-Zdroju (w kierunku Pińczowa). Na przełomie lat 2005–2006 wykonano odwiert o głębokości 165,0 m celem poszukiwania i ewentualnego ujęcia wód leczniczych. Prace geologiczne przyniosły pozytywny efekt.
 
Woda została uznana za leczniczą rozporządzeniem Rady Ministrów z dnia 21 grudnia 2006 r. (Dz.U. 2006, nr 246, poz. 1790).
Pochodząca z odwiertu woda wykorzystywana jest do zabiegów leczniczych w obiektach sanatoryjnych w Busku-Zdroju, a dostarczana jest za pomocą sieci wodociągowej o długości ponad 11 km.